# Maskarada
Maskarada je deveta zgoščenka srbske pop-folk pevke Svetlane Ražnatović - Cece, ki je bila objavljena junija 1997.
Pevka se je z omenjenim glasbenim projektom vrnila v založbeno hišo PGP RTB (PGP-RTS), s katero je podpisala ekskluzivno pogodbo. 

## Seznam skladb
| Št.             | Naslov                     | Besedilo         | Glasba           | Dolžina |
| --------------- | -------------------------- | ---------------- | ---------------- | ------- |
| 1.              | „Maskarada‟                | Marina Tucaković | Aleksandar Milić | 4:30    |
| 2.              | „Nevaljala‟                | M.Tucaković      | A. Milić         | 3:22    |
| 3.              | „Pogrešan broj‟            | M.Tucaković      | A. Milić         | 3:52    |
| 4.              | „Kažem da te volim‟        | Jelena - Zana    | Zana             | 3:18    |
| 5.              | „Nagovori‟                 | M.Tucaković      | A. Milić         | 3:30    |
| 6.              | „Vreteno‟                  | M.Tucaković      | A.Milić          | 3:44    |
| 7.              | „Noćas kuća časti‟         | M.Tucaković      | A.Milić          | 4:06    |
| 8.              | „Da ne ćuje zlo‟           | M.Tucaković      | A. Milić         | 3:28    |
| 9.              | „I bogati plaču‟           | M.Tucaković      | A. Milić         | 3:53    |
| 10.             | „Maskarada‟ (instrumental) |                  | A. Milić         | 2:33    |
| Skupna dolžina: | Skupna dolžina:            | Skupna dolžina:  | Skupna dolžina:  | 37:25   |

## Promocija albuma
Ceca je zaradi nosečnosti posnela le en videospot za zgoščenko Maskarada. S srbskim režiserjem Dejanom Milićevićem sta ekranizirala pesem Nevaljala. 
Prva koncertna promocija zgoščenke se je zgodila na turneji Decenija.

## Vpliv albuma
- Pesem Nevaljala je uporabljena kot glasbena podlaga v romunskem filmu În fiecare zi Dumnezeu ne saruta pe gura, iz leta 2001. [2]
- Pesem Nevaljala je uporabljena kot glasbena podlaga v srbskem filmu Klip, iz leta 2012. [3]

## Zgodovina objave zgoščenke
| Država      | Datum       | Založba | Oblika |
| ----------- | ----------- | ------- | ------ |
| Jugoslavija | junij, 1997 | PGP-RTS | CD, MC |